# Епархия Чжоучжи
Епархия Чжоучжи (лат. Dioecesis Ceucevensis) — епархия Римско-Католической церкви c центром в городе Чжоучжи, Китай. Епархия Чжоучжи входит в митрополию Сианя.

## История
17 июня 1932 года Святой Престол учредил апостольскую префектуру Чжоучжи, выделив её из апостольского викариата Сианьфу (сегодня — Архиепархия Сианя).
10 мая 1951 года Римский папа Пий XII издал буллу Arduum a Nobis, которой преобразовал апостольскую перфектуру Чжоучжи в епархию.
25 января 1982 года священник Павел Фань Юйфэй был назначен Святым Престолом епископом епархии Чжоучжи. 5 апреля 1995 года епископ Павел Фань Юйфэй умер.
4 апреля 2004 года умер назначенный китайским правительством епископ Альфонс Ян Гуанъянь из Католической Патриотической Ассоциации. После его смерти китайское правительство назначило ординарием епархии Чжоучжи официального архиепископа Сианя.
В октябре 2005 года Святой Престол назначил ординарием епархии Чжоучжи своего епископа Иосифа У Циньцзина.

## Ординарии епархии
- епископ Giovanni Tchang (14.06.1932 — 1940);
- епископ Giovanni Kao (30.05.1941 — 1951);
- епископ Louis Li Pai-yu (10.05.1951 — 8.02.1980);
- епископ Павел Фань Юйфэй (25.01.1982 — 5.04.1995);
- Sede vacante (с 5.04.1995 — октябрь 2005);
- епископ Иосиф У Циньцзин (октябрь 2005 — по настоящее время).

## Источник
- Annuario Pontificio, Libreria Editrice Vaticana, Città del Vaticano, 2003
- Булла Arduum a Nobis, AAS 43 (1951), стр. 712  (лат.)